# Armas Hanttu
Armas Aleksanteri Hanttu, född 1 juli 1893 i Jäskis, död 27 mars 1957 i Helsingfors, var en finländsk sångare (tenor).
På 1920-talet studerade Hanttu sång hos operasångaren Nikolai Schmakoff. Hanttu var på 1920- och 1930-talen engagerad som sångare vid Finlands nationalopera. 1929, 1936 och 1941 gjorde Hanttu 33 grammofoninspelningar. Inspelningarna 1936 gjordes tillsammans med Aapo Similä, Elli Ranta och Aino Angerkoski. Inspelningarna 1941 gjordes tillsammans med kören Solistikuoro med Nils-Eric Fougstedt som dirigent. Hanttu gjorde även några inspelningar med Heikki Tuominen 1929.